# Europeiska unionens höga representant för utrikes frågor och säkerhetspolitik
Den höga representanten för utrikes frågor och säkerhetspolitik, även känd som utrikeschefen eller utrikesrepresentanten, är en hög befattning inom Europeiska unionen som är vice ordförande i Europeiska kommissionen, ordförande i rådet för utrikes frågor samt leder och ansvarar för Europeiska utrikestjänsten. Den höga representantens främsta uppgift är att samordna den gemensamma utrikes- och säkerhetspolitiken. Han eller hon fungerar i praktiken som unionens utrikesminister. Om Europeiska konstitutionen hade trätt i kraft skulle befattningen även officiellt ha benämnts ”unionens utrikesminister”.
Den höga representanten utses av Europeiska rådet med kvalificerad majoritet efter godkännande av Europeiska kommissionens ordförande. I egenskap av ledamot av kommissionen utfrågas och väljs den höga representanten av Europaparlamentet i samband med utnämningen av en ny kommission. Mandatperioden för den höga representanten är densamma som för kommissionen i sin helhet, det vill säga fem år. Denna period kan förnyas.
Den ursprungliga posten som hög representant för den gemensamma utrikes- och säkerhetspolitiken skapades genom Amsterdamfördraget, som trädde i kraft den 1 maj 1999. Den höga representanten var då samtidigt generalsekreterare för Europeiska unionens råd. Genom Lissabonfördraget, som trädde i kraft den 1 december 2009, slogs befattningen istället samman med kommissionsledamoten med ansvar för yttre förbindelser, med syfte att skapa mer samstämmighet och samordning i den gemensamma utrikes- och säkerhetspolitiken. Sedan den 1 december 2024 är Kaja Kallas hög representant för utrikes frågor och säkerhetspolitik och ingår i kommissionen von der Leyen II.

## Historia

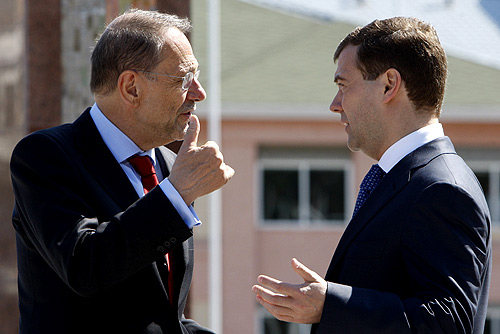
Javier Solana med Rysslands president Dmitrij Medvedev 2008.

Den höga representanten inrättades som befattning genom Amsterdamfördraget, som trädde i kraft den 1 maj 1999. Den första personen att inneha posten som ”hög representant för den gemensamma utrikes- och säkerhetspolitiken” var tysken Jürgen Trumpf. Han var redan sedan den 1 september 1994 rådets generalsekreterare och i egenskap av detta blev han även hög representant, eftersom Amsterdamfördraget föreskrev att båda posterna skulle innehas av en och samma person. Hans mandatperiod skulle ha gått ut den 1 september 1999, men förnyades av rådet den 29 juli 1999. Rådet utsåg Javier Solana till ny generalsekreterare och hög representant för en period av fem år den 18 oktober 1999, samtidigt som Pierre de Boissieu utsågs till ställföreträdande generalsekreterare. De blev omvalda för ytterligare var sin femårsperiod under 2004. Deras mandatperioder skulle egentligen upphöra den 18 oktober 2009, men förlängdes fram till dess att Lissabonfördraget trädde i kraft.
Genom Lissabonfördraget, som trädde i kraft den 1 december 2009, slogs den höga representanten för den gemensamma utrikes- och säkerhetspolitiken ihop med kommissionsledamoten med ansvar för yttre förbindelser till den ”höga representanten för utrikes frågor och säkerhetspolitik”. Europeiska rådet övertog befogenheten att utse denna höga representant från Europeiska unionens råd och utsåg, efter godkännande av kommissionsordföranden, Catherine Ashton till ny hög representant den 19 november 2009 med verkan från och med den 1 december 2009 för den resterande delen av kommissionens innevarande mandatperiod. Samtidigt utsågs de Boissieu till ny generalsekreterare för rådet. Den 4 december 2009 utsåg Europeiska rådet Ashton till hög representant även för kommissionens nästkommande mandatperiod, det vill säga fram till och med den 31 oktober 2014. Som ledamot av kommissionen tillträdde hon dock inte förrän i februari 2010 när hela kommissionen Barroso II utsågs av Europeiska rådet efter godkännande av Europaparlamentet. Den 1 november 2014 tillträdde Federica Mogherini som hög representant och ledamot av kommissionen Juncker. Den 5 augusti 2019 utsåg Europeiska rådet Josep Borrell till hög representant med start den 1 december 2019. Den 24 juli 2024 utsåg Europeiska rådet Kaja Kallas till hans efterträdare med start den 1 december 2024.

## Utnämningsförfarande
Den höga representanten utses av Europeiska rådet med kvalificerad majoritet efter godkännande av Europeiska kommissionens ordförande. Europeiska rådet kan enligt samma förfarande avsätta den höga representanten. Den höga representanten tillträder som ledamot av kommissionen först efter att kommissionen kollektivt har godkänts av Europaparlamentet. Om Europaparlamentet avsätter kommissionen genom en misstroendeförklaring måste den höga representanten avgå från kommissionen tillsammans med övriga ledamöter, men kvarstår i övrigt i sin tjänst som hög representant. Den höga representanten måste även avgå på begäran av kommissionsordföranden.

## Funktioner och befogenheter

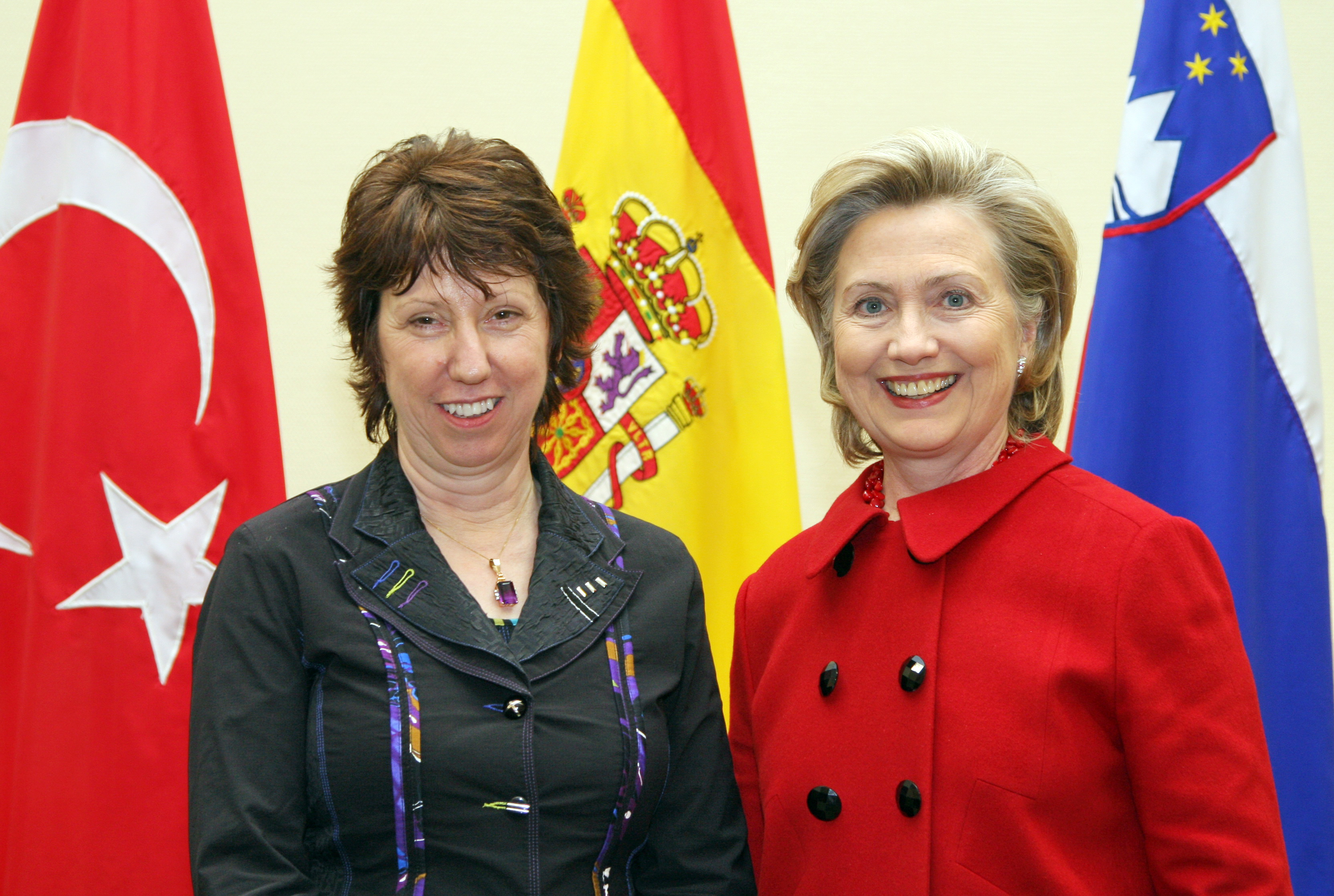
Catherine Ashton med USA:s utrikesminister Hillary Clinton 2009.

Den höga representantens främsta uppgift är att leda den gemensamma utrikes- och säkerhetspolitiken, inbegripet den gemensamma säkerhets- och försvarspolitiken, och bidra till utvecklingen och verkställandet av denna politik. Han eller hon deltar i Europeiska rådets arbete, är vice ordförande i kommissionen med ansvar för de yttre förbindelserna och för samordningen av övriga delar av de yttre åtgärderna samt är ordförande i rådet för utrikes frågor. Den höga representanten ska tillsammans med medlemsstaterna genomföra den gemensamma utrikes- och säkerhetspolitiken med utnyttjande av nationella resurser och unionens resurser. Den höga representantens uppgifter innefattar även att säkerställa samstämmigheten i unionens yttre åtgärder och att lägga fram gemensamma förslag för rådet inom den gemensamma utrikes- och säkerhetspolitiken. Unionen företräds i internationella organisationer och vid internationella konferenser i frågor som rör den gemensamma utrikes- och säkerhetspolitiken av den höga representanten. Han eller hon ansvarar även för att upprätthålla unionens förbindelser med internationella organisationer, såsom Förenta nationernas organ och dess fackorgan, Europarådet, Organisationen för säkerhet och samarbete i Europa (OSSE) samt Organisationen för ekonomiskt samarbete och utveckling (OECD). Den höga representanten har kontinuerligt en dialog med Europaparlamentet om den gemensamma utrikes- och säkerhetspolitiken.
Den höga representanten bistås av Europeiska utrikestjänsten, liksom av rådets och kommissionens avdelningar vid behov. Rådet kan på förslag av den höga representanten utse särskilda representanter för särskilda frågor. Dessa utövar sina uppdrag under den höga representanten. Även unionens delegationer lyder under den höga representanten.
Eftersom utrikes- och säkerhetspolitik utgör ett känsligt politikområde krävs i regel alltid enhällighet för att fatta beslut inom detta befogenhetsområde. Den höga representanten måste få mandat av Europeiska unionens råd innan han eller hon kan göra uttalanden om aktuella händelser runt om i världen. Det begränsade handlingsutrymmet för den höga representanten gör att medlemsstaternas företrädare ofta hinner uttala sig först.

### Lön och andra privilegier
Lön, arvode och pension för den höga representanten fastställs av Europeiska unionens råd. Rådet beslutade den 1 december 2009 om fastställande av anställningsvillkoren. Anställningsvillkoren innebär att samma bestämmelser ska gälla för den höga representanten som för en ledamot av kommissionen som är vice ordförande, men med en lön som motsvarar 130 procent av grundlönen för en tjänsteman vid Europeiska unionen i tredje löneklassen av lönegrad 16. Det innebär en lön på 30 240,07 euro per månad, exklusive andra privilegier.

## Lista över höga representanter
|  | Nr | Namn               | Ämbetstid  | Ämbetstid  | Kommission                    | Tillträdde                                  | Nationalitet   | Partitillhörighet |  |
|  | -- | ------------------ | ---------- | ---------- | ----------------------------- | ------------------------------------------- | -------------- | ----------------- |  |
|  | 1  | Jürgen Trumpf      | 1999-05-01 | 1999-10-17 | –                             | 1994-09-01 1999-09-01                       | Tyskland       | –                 |  |
|  | 2  | Javier Solana      | 1999-10-18 | 2009-11-30 | –                             | 1999-10-18 2004-10-18 2009-10-18 2009-11-01 | Spanien        | PES (PSOE)        |  |
|  | 3  | Catherine Ashton   | 2009-12-01 | 2014-10-31 | – Kommissionen Barroso II     | 2009-12-01 2010-02-10                       | Storbritannien | PES (Labour)      |  |
|  | 4  | Federica Mogherini | 2014-11-01 | 2019-11-30 | Kommissionen Juncker          | 2014-11-01                                  | Italien        | PES (PD)          |  |
|  | 5  | Josep Borrell      | 2019-12-01 | 2024-11-30 | Kommissionen von der Leyen I  | 2019-12-01                                  | Spanien        | PES (PSOE)        |  |
|  | 6  | Kaja Kallas        | 2024-12-01 | 2029-10-31 | Kommissionen von der Leyen II | 2024-12-01                                  | Estland        | ALDE (ER)         |  |

### Tidslinje
|  | Europeiska socialdemokratiska partiet (PES) Alliansen liberaler och demokrater för Europa (ALDE) |